# 5 Wojskowy Oddział Gospodarczy
5 Wojskowy Oddział Gospodarczy (5 WOG) – rozformowana jednostka logistyczna Sił Zbrojnych Rzeczypospolitej Polskiej. Realizowała zadania zabezpieczenia finansowego i logistycznego jednostek i instytucji wojskowych na swoim terenie odpowiedzialności.

## Formowanie i zmiany organizacyjne
Na podstawie decyzji Ministra Obrony Narodowej nr 503/MON z 6 grudnia 2006 rozpoczęto formowanie Oddziału. Z dniem 1 października 2007 5 WOG stał się dysponentem środków budżetowych III stopnia. Następnie, rozkazem dowódcy Śląskiego Okręgu Wojskowego nadano mu przydziały gospodarcze i od dnia 1 stycznia 2008 stał się oddziałem gospodarczym dla jednostek wojskowych, które zostały mu przydzielone na zaopatrzenie. 28 kwietnia 2011 jednostka została podporządkowana komendantowi 3 Regionalnej Bazy Logistycznej w Krakowie.
24 listopada  2011 jednostka budżetowa 5 WOG w Dęblinie – połączona została z jednostką budżetową – Wojewódzki Sztab Wojskowy w Lublinie. 
31 marca 2012 podporządkowano Oddział Dowódcy Sił Powietrznych. W tym czasie zadania gospodarcze w garnizonie Dęblin pełniła 41 Baza Lotnictwa Szkolnego i w związku z tym 5 WOG postanowiono rozformować w terminie do 31 grudnia 2012 .

## Komendanci WOG
Źródło :
- płk Krzysztof Piekarski (2007 – 31 XII 2012)